# Democracia Galega
Democracia Galega (DG) fue un partido de centro galleguista fundado en 1997, que permaneció en el panorama político gallego durante cinco años. Ocupó el quinto lugar entre las fuerzas a nivel autonómico y el cuarto a nivel municipal. Fue presidido por Enrique Marfany.

## Historia
En las elecciones municipales de 1999, Democracia Gallega ganó los ayuntamientos de Órdenes y Touro (ambos en la provincia de La Coruña), así como concejales en Corgo, Friol y Puebla del Brollón en la provincia de Lugo, Golada en la provincia de Pontevedra, y en Mellid y Boimorto en la provincia de La Coruña.
El declive del partido comenzó tras los resultados de las elecciones autonómicas de 2001, cuando concurrió en coalición con otros partidos bajo el nombre de Democracia Progresista Galega, y perdió el 40,9% de su electorado, pasando de 17.000 votos a casi 7.000.
El 2 de julio de 2002 anunció su disolución como partido y la dirección pidió a sus afiliados que se afiliaran al Partido Popular de Galicia. El acta definitiva de desaparición como formación política se firmó el 5 de julio de 2002.

## Resultados electorales

### Elecciones municipales
| Concejos municipales | Concejos municipales | Concejos municipales | Concejos municipales | Concejos municipales | Concejos municipales | Concejos municipales |
| Fecha                | España               | España               | España               | Galicia              | Galicia              | Galicia              |
| Fecha                | Votos                | %                    | Concejales           | Votos                | %                    | Concejales           |
| -------------------- | -------------------- | -------------------- | -------------------- | -------------------- | -------------------- | -------------------- |
| 1999                 | 18 085               | 0,08                 | 36/65 201            | 18 085               | 1,16                 | 36/3901              |

### Elecciones al Parlamento de Galicia
| Fecha | Candidato                                                 | Votos                                                     | %                                                         | Diputados                                                 |
| ----- | --------------------------------------------------------- | --------------------------------------------------------- | --------------------------------------------------------- | --------------------------------------------------------- |
| 2001  | Dentro de la candidatura de Democracia Progresista Galega | Dentro de la candidatura de Democracia Progresista Galega | Dentro de la candidatura de Democracia Progresista Galega | Dentro de la candidatura de Democracia Progresista Galega |